# Āb Yād-e Qahremānī
Āb Yād-e Qahremānī (persiska: آب یاد قهرمانی, Āb Bād-e Qahremānī, آباد قهرمان, آبباد قهرمانی) är en ort i Iran.   Den ligger i provinsen Kerman, i den sydöstra delen av landet, 900 km sydost om huvudstaden Teheran. Āb Yād-e Qahremānī ligger 1 871 meter över havet och antalet invånare är 104.
Terrängen runt Āb Yād-e Qahremānī är kuperad åt sydost, men åt nordväst är den platt. Terrängen runt Āb Yād-e Qahremānī sluttar västerut. Runt Āb Yād-e Qahremānī är det glesbefolkat, med 12 invånare per kvadratkilometer. Närmaste större samhälle är Bāgh Pīshgāh, 3,6 km öster om Āb Yād-e Qahremānī. Omgivningarna runt Āb Yād-e Qahremānī är i huvudsak ett öppet busklandskap.